# Кафана Варош капија
Кафана Варош капија се налазила у Београду у улици Косанчићев венац бр. 2. Налазила се у Варош капији, старом делу Београда који је изграђен још у турско доба.

## Историјат
Крај Варош капија је у првом делу 19. века био средиште српског Београда, а Кафана Варош капија једна од дуготрајнијих кафана тог дела града.

## Занимљивост
Кнез Милош је у тој кафани после 1830. године долазио, пио кафу и примао становништво које је долазило да се жале и моле, и ту решавао њихове проблеме.
Постоје записи да је кнез Милош долазио у кафану, у њој остајао по неколико сати и испијао и десетак кафа. Кафа се служила из оригиналних филџанима, које је кнез Милош поклонио власнику кафане. Његов сто се није разликовао од столова осталих гостију.

## Власници и кафеџије кафане
Познати власник кафане је остао упамћен:
- Благоје Недић (1912, 1933)

Познати кафеџија кафане је остао упамћен:
- Д. Радојевић (1933)[1]